# Rio Desnăţui
O Rio Desnăţui é um rio da Romênia, afluente do Danube, localizado no distrito de Mehedinţi,

Dolj.